# Bockholm
Bockholm (dänisch: Bogholm) ist ein Ortsteil der Gemeinde Glücksburg.

## Lage
Bockholm liegt am Rand der Glücksburger Halbinsel Holnis. Nördlich von Bockholm liegt der Ort Drei. Südlich liegen Wahrberg, Iskiersand und der Munkbraruper Ortsteil Bockholmwik. Der Hauptort Glücksburg liegt ein Kilometer westlich von Bockholm entfernt. Als Zufahrtsweg vom Ort Glücksburg nach Bockholm fungiert die Straße Jägerberg. Die Straßennamen des Ortes Bockholm tragen die Namen Alter Schulweg, Berglyk, Haffwisch, Knopp, Am Krogbarg sowie Jägerberg. Der südliche Zufahrtsweg nach Bockholm trägt den Namen Bockholm. Die meisten Häuser an dieser Straße werden ebenfalls dem Ort Bockholm zugerechnet. Die ersten, südlich gelegenen Häuser gehören zum Ort Iskiersand. Des Weiteren gehören einige der Häuser im Kreuzungsbereich Bockholm/Wahrberg, welche gemäß ihrer Hausnummer der Straße Bockholm zugeordnet wurden, genau betrachtet ebenfalls zur Straßensiedlung Wahrberg. Im südlichen Ortsbereich bei Wahrberg liegt außerdem ein großflächiger Golfplatz. Zwischen Bockholm und Wahrberg befindet sich, zur Flensburger Förde hin, eine teils mit Wald bewachsene etwa 2,8 km lange Steilküste.

## Geschichte
Über Jahrhunderte befand sich bei Bockholm das jungsteinzeitliche Großsteingrab von Bockholm, das bis zu seiner Zerstörung von einer frühen Besiedelung zeugte. Bockholm ist erstmals 1649 erwähnt und fand später mehrfach im 18. Jahrhundert Erwähnung. Die älteste Karte Bockholms stammt aus dem Jahr 1783. Der Ortsname setzt sich aus dänisch „buk“ (basierend auf altnordisch „bokkr“, vgl. auch niederdeutsch „Bock“ beziehungsweise „Buck“) und dänisch/niederdeutsch „Holm“ zusammen und bedeutet etwa „Erhebung, wo Böcke waren“.
Seit dem Mittelalter hatte die Backsteinproduktion an Bedeutung im Raum an der Flensburger Förde gewonnen, sodass in der Blütezeit mehr als 70 Ziegeleien existierten. Am Wasser in Bockholm am Ende der Straße Alter Schulweg, befand sich der Osterziegelhof, der wahrscheinlich schon Ziegelsteine für das Rude Kloster herstellte. Auch für den Bau des Schlosses Glücksburg und der Munkbraruper Kirche soll die Ziegelei Ziegel hergestellt haben. Die dortige Ziegelproduktion endete im 17. Jahrhundert. Spätestens seit dem 18. Jahrhundert existierte aber wieder eine Bockholmer Ziegelei, die ein ganzes Stück weiter südlich bei Bockholm Nr. 17 lag. Diese Ziegelei existierte bis 1917.
Anfang des 19. Jahrhunderts wurde auf einem Gelände beim Jägerberg 15, wo sich zuvor offenbar ein Teich befand, ein Dorfkrug eingerichtet (Lage). Auf Grund seiner Lage erhielt der Krug den Namen „Waterpütt“, auch verkürzt: „Pütt“. 1935 kaufte Hans Jürgensen den Dorfkrug, der seitdem auch „Gasthaus Jürgensen“ genannt wird. Der Dorfkrug blieb seitdem im Familienbesitz. Dessen Sohn Hans Jürgensen übernahm 1942 die Gastwirtschaft. 1996 übernahmen dessen Söhne Hans Friedrich und Werner Jürgensen das Gasthaus.
Nach dem Deutsch-Dänischen Krieg kam der Ort Bockholm, wie das gesamte Schleswig-Holstein (vgl. Provinz Schleswig-Holstein) zu Preußen. Zur Gemeinde Bockholm gehörte zunächst auch das benachbarte Bockholmwik. Bereits 1894 wurden der Bockholmer Wohnplätze des Schauenthals an den Flecken Glücksburg ausgegliedert. Die frühere Gemeinde Bockholm verfügte 1919 über eine Fläche von 745 ha und über 257 Einwohner. Im Jahre 1938 wurde Bockholmwik der Nachbargemeinde Rüde zugeschlagen.
1938, in der NS-Zeit, wurde Bockholm nach Glücksburg zwangseingemeindet. Bemühungen von Einwohnern Bockholms, dies nach dem Zweiten Weltkrieg rückgängig zu machen schlugen fehl. Dennoch beschloss das Glücksburger Rathaus 1949 die Einrichtung eine Kommission für die 1938 zwangseingemeindeten Gemeinden Bockholm und Holnis. Die Kommission, welche Vorschläge zur Förderung der Bereiche Holnis und Bockholm im Rathaus beisteuern durfte, bestand bis 1968.

## Verschiedenes
- Während des Schleswig-Holsteinischen Krieges 1848 übernahm das Brandenburgische Jäger-Bataillon Nr. 3 am 23. Juni 1848 eine Strandwache in Bockholm.[25]
- Von 1924 an existierte ein Bockholmer Chor, der bis zum Ende der 1950er ein reiner Männerchor war und danach, bis zu seiner Auflösung 2015, ein gemischter Chor war.[26]
- Im Mai 1945 zog der Marinemaler Adolf Bock vom Sonderbereich Mürwik in ein Zimmer des Hauses Waldruh in Bockholm (Jägerberg Nr. 3) um. Bis 1950 diente ihm das Haus als Hauptwohnsitz. Er nutzte es anschließend noch bis Ende der 1950er Jahre weiterhin als Ferienhaus.[27]
- 1971/72 wurde der Förde-Golf-Club e.V. Glücksburg gegründet und bezog sein Gelände in Bockholm.[28][29]